# Wybory przedterminowe w Polsce
Wybory przedterminowe w Polsce przeprowadza się w celu wyboru organu stanowiącego jednostki samorządu terytorialnego bądź organu wykonawczego gminy (wójta, burmistrza bądź prezydenta miasta) przed upływem kadencji – w przypadkach przewidzianych w ustawach oraz wyboru nowego parlamentu oraz Prezydenta RP przed upływem kadencji.

## Wybory wójta (burmistrza, prezydenta miasta)
W przypadku opróżnienia urzędu Prezes Rady Ministrów zarządza wybory przedterminowe w drodze rozporządzenia.

## Wybory do organów stanowiących samorządu terytorialnego
Wybory te zarządza także Prezes Rady Ministrów w drodze rozporządzenia. Wybory przedterminowe organów stanowiących przeprowadza się najczęściej po odwołaniu rady gminy w wyniku ważnego referendum. Wyjątkami od tej reguły były:
- przedterminowe wybory do Rady Gminy Warszawa-Centrum w 2002 r.,
- wybory do Rady Powiatu Wałbrzyskiego, zarządzone po włączeniu Wałbrzycha do powiatu wałbrzyskiego.

## Wybory parlamentarne
Przedterminowe wybory parlamentarne zarządza Prezydent Rzeczypospolitej Polskiej w przypadku:
- uchwały Sejmu o skróceniu kadencji podjętej przez 2/3 ustawowej liczby posłów[1],
- nieotrzymania przez Prezydenta ustawy budżetowej w ciągu 4 miesięcy od dnia przedłożenia projektu ustawy Sejmowi (Prezydent ma wtedy 14 dni za zdecydowanie o skróceniu kadencji Sejmu)[2],
- jeżeli nie zostanie wyłoniona nowa Rada Ministrów[3].

W dwóch ostatnich przypadkach Prezydent nie może zdecydować o skróceniu kadencji parlamentu podczas stanu nadzwyczajnego.

## Wybory prezydenckie
Przedterminowe wybory prezydenckie zarządza Marszałek Sejmu w przypadku opróżnienia urzędu prezydenta z powodu:
- śmierci Prezydenta[5],
- rezygnacji urzędującego Prezydenta[6],
- stwierdzenia nieważności wyboru Prezydenta Rzeczypospolitej lub innych przyczyn nieobjęcia urzędu po wyborze[7],
- orzeczenia przez Zgromadzenie Narodowe trwałej niezdolności urzędującego Prezydenta do pełnienia swoich funkcji ze względu na stan zdrowia[8],
- orzeczenia przez Trybunał Stanu złożenia urzędu Prezydenta[9].